# ورخ (المخادر)

تعديل مصدري - تعديل

ورخ محلة تابعة لقرية العارضة، التابعة لعزلة المحرم بمديرية المخادر إحدى مديريات محافظة إب في الجمهورية اليمنية، بلغ تعداد سكانها 79 حسب تعداد اليمن لعام 2004.